# (271763) Hebrewu
(271763) Hebrewu est un astéroïde de la ceinture principale.

## Description
(271763) Hebrewu est un astéroïde de la ceinture principale. Il fut découvert le 17 septembre 2004 à Vail-Jarnac par Tom Glinos et David H. Levy. Il présente une orbite caractérisée par un demi-grand axe de 2,87 UA, une excentricité de 0,25 et une inclinaison de 13,4° par rapport à l'écliptique.

## Compléments